# Bec de l'Échaillon
Pour le bec de l'Échaillon au-dessus de Vif, voir Rocher de l'Éperrimont.
Le bec de l'Échaillon est un promontoire rocheux qui culmine à 619 m d'altitude dans le département français de l'Isère en région Auvergne-Rhône-Alpes, et marque la limite septentrionale du massif du Vercors.

## Géographie

### Situation

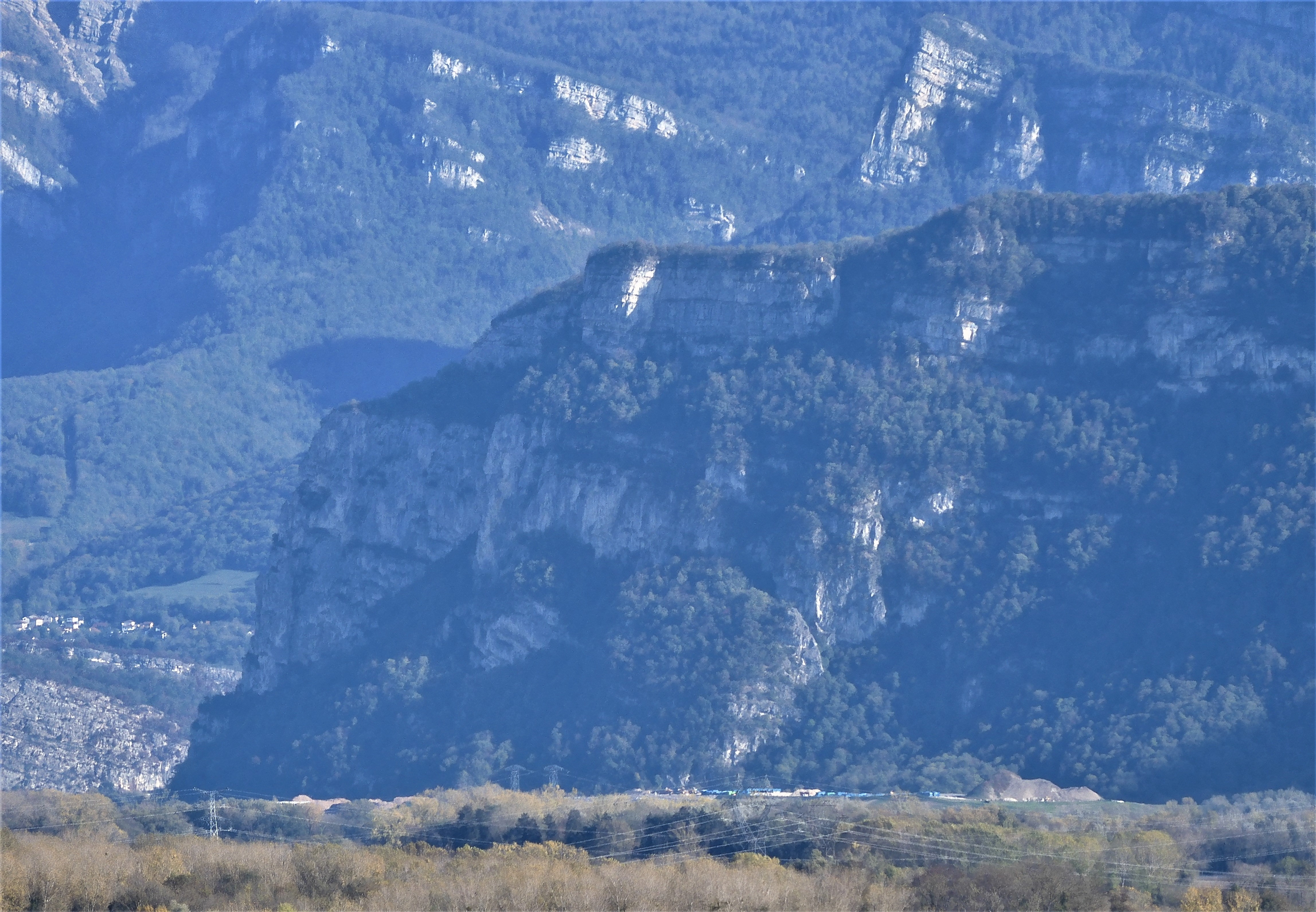
Vue du bec de l'Échaillon depuis Tullins.

Cette falaise surplombe la cluse de l'Isère, également connue sous le nom de cluse de Voreppe. Le site du bec de l'Échaillon est partagé entre les communes de Veurey-Voroize et de Saint-Quentin-sur-Isère, son point culminant se situant cependant sur cette dernière. 
La falaise est principalement longée par la route départementale 1532, ancienne route nationale 532 qui reliait à l'origine le col des Baraques en Haute-Loire, à Sassenage en Isère.

### Géologie
Le bec de l'Échaillon et la dent de Moirans, qui culmine à 988 m, font partie géographiquement du massif du Vercors et géologiquement de celui du Jura. Leurs roches datent de la fin du Crétacé supérieur, soit vers 65 millions d'années avant le présent, alors que celles du massif du Vercors sont composées notamment de calcaire urgonien.
Cet ensemble constitue le prolongement, le long du Vercors, du chaînon du plateau du Grand-Ratz qui borde le nord-ouest du massif de la Chartreuse. Il se rattache donc bien au domaine jurassien par sa série stratigraphique et peut facilement être identifié en le comparant à son pendant, situé face à lui, côté Chartreuse.

## Histoire

### L'hypothèse Hannibal
Le bec de l'Échaillon est cité dans de nombreux ouvrages d'histoire français et étrangers qui relatent les nombreuses hypothèses quant à la traversée des Alpes par le général carthaginois Hannibal Barca durant le IIIe siècle av. J.-C., au cours de la deuxième guerre punique,.

### Le site thermal
Le magazine Regards, consacré à l'histoire locale du pays de Tullins, a publié un article intitulé « L'Échaillon-les-Bains » relatant l'existence d'un site thermal au pied du bec de l'Échaillon. En 1852 la route nationale qui relie Sassenage au sud Grésivaudan en passant par l'Échaillon est achevée. L'existence d'une source d'eau est connue des villageois de Veurey et de Saint-Quentin.
Un premier médecin, le Dr Rome de Voreppe, puis un second, le Dr Ravanat de Moirans, reconnaissent les vertus curatives de cette source sulfureuse et calcaire évoquée par Adolphe Joanne dans son livre Géographie de l'Isère. Dès lors, le propriétaire du lieu, un certain Bernard, fait édifier un restaurant, des cabinets de bains, puis un hôtel en 1853. Un petit lac artificiel, alimenté par l'Isère, est créé pour l'agrément des curistes. La source, à la suite de travaux, finit par se tarir au cours de la Première Guerre mondiale. Toutefois, après les hostilités, le site devient un lieu d'amusement et le restaurant est transformé en guinguette. Après plusieurs inondations et la disparition du lac, l'établissement finit par fermer ses portes après la Seconde Guerre mondiale.

### Les carrières
Des carrières communales, encore visibles aujourd'hui,, ont fourni les matériaux du pont Alexandre-III et de certaines parties de la façade de l'opéra de Paris de Charles Garnier. La  Danse de Carpeaux, œuvre exposée au public le 27 juillet 1869 qui fit scandale en son temps, a été taillée dans la pierre de l'Échaillon.

### L'éboulement de 2017
Le 15 juin 2017, de nombreux orages qui ont éclaté sur le secteur entraînent un éboulement qui coupe provisoirement la route départementale 1532 entre les communes de Veurey-Voroize et de Saint-Quentin-sur-Isère. Des travaux de purge de la falaise sont alors effectués afin de permettre la réouverture de cette route dans des délais rapides.

## Bâtiments et lieux remarquables

### Ancienne voie romaine
Le principal sentier qui conduit au site du bec de l'Échaillon depuis la commune de Veuyrey-Voroize (hameau du Petit Port) permet de rejoindre une voie romaine sur le plateau de Saint-Ours, celle-ci présentant, à certains endroits, un pavage bien conservé.

### Téléphérique de l'Échaillon
Une modeste cabane en bois en état de délabrement avancé en 2010 est un des derniers témoins de l'existence d'un petit téléphérique (ou télébennes) de « service » permettant de ravitailler les gardiens d'un troupeau de chèvres situés sur le plateau.

### Belvédère de l'Échaillon et chapelle Saint-Ours
La chapelle Saint-Ours se présente sous la forme d'un petit bâtiment abandonné dominant le belvédère. Cette chapelle porte le même nom que qu'un château édifié au cours du XIVe siècle, au hameau du Petit-Port. Le belvédère, qui culmine à environ 620 m d'altitude, est accessible par le même sentier pédestre se terminant en fourche.